# Endofobia
La endofobia es un neologismo que se entiende como la aversión o desprecio a los aspectos de la identidad cultural y/o características fenotípicas del propio grupo étnico, como también a los individuos de la misma nación, ya sea solo por tener la nacionalidad o los aspectos socioculturales de la idiosincrasia del país o región de origen. Es considerado el inverso a la xenofobia, que es el rechazo a lo que se percibe como «extranjero». 

## Etimología
El origen del término proviene del griego antiguo ἔνδον endon  'dentro', y  φόβος fobos, 'pánico'.

## Consideraciones
Para que se pueda hablar de endofobia propiamente como tal, no es suficiente con realizar algún comentario o crítica hacia algún aspecto social o cultural del país o región de origen, sino que debe existir una serie de actitudes que producen rechazo e incluso odio hacia el conjunto de elementos que componen una cultura o etnia en particular, entendida como parte de la propia identidad; tales como el modo de hablar o hasta el idioma en general, las creencias como la religión mayoritaria profesada por su entorno más próximo, el sistema político nacional, la vestimenta, la gastronomía, el estilo de vida, etc. Esto puede llegar incluso a niveles patológicos, lo que hace que el individuo no pueda vivir en paz ni consigo mismo ni con el entorno en el que habita. En muchos casos, la endofobia también va asociada a prejuicios de tipo clasista y racista.
Desde la psicología y la sociología se estudia y analiza este comportamiento como una conducta que va asociada a otros factores que inciden en él, como el complejo de inferioridad y autoestima baja, al sentirse el individuo en desmedro de otra civilización, raza o cultura a la que le atribuye, de forma implícita o explícita, una superioridad o ventaja por sobre la suya.

## Historia
La endofobia ha estado presente en muchas sociedades a lo largo de la historia. En América Latina, la aparición de una pigmentocracia como fenómeno socioeconómico resultado de la colonización europea de América, ha provocado un cierto grado de confrontación y rechazo hacia las expresiones culturales y rasgos físicos de los amerindios, incluso para aquellos que comparten este tipo de atributos, al percibirlos como si fueran parte de un «otro» y no de características propias. Como ejemplo de ello, en Perú es común el uso de la palabra «cholo» como peyorativo racista para identificar a personas pertenecientes a las etnias indígenas del país, siendo empleado incluso de manera ofensiva por quienes poseen alguna de estas características hacia sus pares.
Otro sentimiento endofóbico arraigado es el que estuvo presente en grupos de afroamericanos durante y posterior al periodo de esclavitud en América en todo el continente, que afectaba en una gran mayoría a personas originarias del África subsahariana, sintiendo rechazo o incluso negando su propio color de piel y la cultura de sus ancestros.
Bajo un punto de vista del nacionalismo canario, se ha hecho una crítica aludiendo a una supuesta endofobia presente en las islas Canarias, que rechaza los aspectos culturales de los aborígenes canarios, como el pueblo guanche en Tenerife, por sobre la cultura española peninsular entendida como la que fue llevada a las islas desde la península ibérica.
A partir de la segunda mitad del siglo XX y como resultado de las políticas de la Alemania nazi, algunos alemanes han expresado públicamente su rechazo a su propia nación o a sus compatriotas, al asumir mediante argumentos de generalización apresurada, que todos los habitantes del país tienen ese pensamiento nacionalsocialista o lo mantienen en la actualidad. Un ejemplo radical de ellos es el de la política Christin Lochner, del partido de extrema izquierda Die Linke, quien aseveró que ella se siente «una traidora de su patria» y que «ama y apoya la muerte de su nación».
De una manera más radicalizada y reciente, se ha reportado que las fuerzas paramilitares del Estado Islámico que entrenan a los denominados «Cachorros del Califato», jóvenes entre 10 a 15 años de edad, los reclutan y adoctrinan para que rechacen los principios y valores de su propia cultura que no vayan acorde al yihadismo, pasando por un severo proceso de censura en el contenido y material educativo que reciben para su aprendizaje obligatorio.